# Mehrajuddin Wadoo
Mehrajuddin Wadoo genannt Asif (* 12. Februar 1984 in Srinagar) ist ein indischer Fußballspieler und spielt seit 2014 beim FC Pune City.
Mehrajuddin Wadoo, auch Panzer („The Tank“) genannt, gilt als einer der körperlich größten und schussstärksten Spieler der indischen Liga. Er begann seine Karriere als Stürmer in regionalen Teams von Kashmir, spielte später in der Abwehr und ist mittlerweile im Mittelfeld zuhause. Im Jahr 2004 wechselte er zum National-Football-League-Aufsteiger Sporting Clube de Goa, wo man nach einer überragenden Saison am letzten Spieltag die Meisterschaft gegen Dempo SC verspielte. Wadoo schloss sich daraufhin Mohun Bagan AC, mit dem er 2006 den Federation Cup gewann. Im Jahr 2007 wechselte er zum ärgsten Lokalrivalen East Bengal Club und feierte auch mit seinem neuen Verein den Sieg im Federation Cup. Dort trägt er die Rückennummer 26.
Mit der indischen Fußballnationalmannschaft gewann Mehrajuddin Wadoo 2007 den Nehru Cup und wurde 2008 Sieger des AFC Challenge Cup, wodurch sich das Nationalteam gleichzeitig zum ersten Mal seit 24 Jahren für die Asienmeisterschaft 2011 qualifizieren konnte. Bisher erzielte Wadoo in 23 Spielen ein Tor.

## Titel und Erfolge
Mohun Bagan AC
- Federation Cup: 2006

East Bengal Club
- Federation Cup: 2007

Indische Fußballnationalmannschaft
- Nehru Cup: 2007
- AFC Challenge Cup: 2008